# Conjunt del carrer de Barcelona (Caldes de Montbui)
El Conjunt del carrer de Barcelona és una obra de Caldes de Montbui (Vallès Oriental) protegida com a bé cultural d'interès local.

## Descripció
És un carrer que forma part de l'antiga vila murallada, possiblement d'origen medieval, encara que la traça és possible que formés part de l'estructura urbana romana. El carrer queda limitat per la plaça de l'església i per la plaça de la Font del Lleó. El carrer té una forma més o menys corba, amb força canvis de sentit i un colze important. Per una banda es troben cases molt velles i molt deteriorades, i per l'altre, hi ha cases bastant noves. Els edificis són generalment de tres o quatre plantes.

## Història
Carrer d'origen i traçat medieval, amb el model d'estructura urbana de la ciutat romana, encara que la inclusió del barri jueu li donà possiblement la forma més tortuosa. Era un dels dos carrers, juntament amb el del Forn, que de la plaça de la Font del Lleó portaven cap al Portal de Santa Esperança en direcció a Barcelona.
Rep aquest nom a partir del segle xv per esser pas obligatori cap a Barcelona. Anteriorment se l'anomenava "carrer dels Jueus", "carrer Major", "carrer de l'Església" i potser també "carrer del Mercat".